# Blaisy-Haut
Blaisy-Haut è un comune francese di 119 abitanti situato nel dipartimento della Côte-d'Or nella regione della Borgogna-Franca Contea.

## Società

### Evoluzione demografica
Abitanti censiti